# ガノンドロフ
ガノン（Ganon）、またはガノンドロフ（Ganondorf）は、任天堂のコンピュータゲーム『ゼルダの伝説』シリーズで主にボスキャラクターとして登場する架空のキャラクター。

## 概要
『ゼルダの伝説』シリーズの多くの作品において登場する悪役の人物。しばしば「魔王ガノンドロフ」「大魔王ガノンドロフ」などと呼ばれ、怪物に変身した姿や分身体などを指す場合に「ガノン」の表記を用いる。怪物体の「ガノン」はシリーズ1作目『ゼルダの伝説』より登場しているが、人間体の「ガノンドロフ」は『ゼルダの伝説 時のオカリナ』で初めて登場した。主な舞台となるハイラル王国の秘宝「トライフォース」の一片「力のトライフォース」を宿す運命にある。
ゼルダの伝説シリーズでは同名異人のキャラクターが多く存在し、主人公のリンクやヒロインのゼルダなども作品ごとに別人の設定であることが多いが、シリーズ本編におけるガノンドロフ/ガノンは『ゼルダの伝説 4つの剣+』を除き全て同一の存在である。『時のオカリナ』以降の作品では、怪物体のガノンではなく人間体のガノンドロフとして登場することが多い。
現在のところシリーズ作品では全て黒幕（最終ボス）として登場している。この点は、同じく任天堂の看板タイトルであるマリオシリーズの悪役クッパが時折味方として登場するのとは対照的である。一方で、クロスオーバー作品の『大乱闘スマッシュブラザーズX』内のモード「亜空の使者」ではリンクやゼルダと協力する展開がある。

## ガノンドロフとしての特徴
褐色の肌と赤茶けた髪の巨躯の男。戦闘では双剣や巨剣を使った剣術などの物理攻撃を用いる他、幻術・空中浮遊・空間転移などの魔法攻撃も得意とする。
『時のオカリナ』では、女ばかりの義賊の民・ゲルド族のもとに生を享け、一族に伝わる「100年に1度生まれるゲルド族の男は王となる」とのしきたりに従い王として育てられるが、一族の義賊としての姿勢に反発し、弱者からの盗みや殺人を厭わない非道な「魔盗賊」となる。その後、ハイラル王国の聖地へ侵入して「力のトライフォース」を手にし、大魔王として君臨する。
名前の初出は『神々のトライフォース』の説明書より。当時のメディアミックスではガノンドロフ時代の容姿が描かれたりしたが、ゲルド族の設定がなかった頃なのでハイリア人（ハイラル人）として紹介されている。本家に登場したガノンドロフとは容姿が異なるも小説版では「逆立った赤い頭髪で屈強な体格」のガノンドロフが描かれている。
以下の記述については、「ゼルダの伝説シリーズ#時系列」も参照。
『時のオカリナ』以降の時代では時間軸の分岐が発生しており、「リンクがガノンドロフに敗北した時間軸」、「リンクが元の時代に戻った時間軸」、「リンクがガノンドロフを倒した時間軸」の3つの時間軸に分かれている。
- 「リンクがガノンドロフに敗北した時間軸」では、ガノンドロフはリンクの「勇気のトライフォース」とゼルダの「知恵のトライフォース」を奪いトライフォースを完成させるが、七賢者たちが最後の手段として聖地ごと封印した。この時間軸ではトライフォースを全て所持していたが、『神々のトライフォース』でリンクに敗れたことでハイラル王家のもとに戻っている。
- 『時のオカリナ』でリンクがガノンドロフを倒した場合、「リンクがガノンドロフを倒した時間軸」と「リンクが元の時代に戻った時間軸」の2つの時間軸に分岐する。
  - 「リンクがガノンドロフを倒した時間軸」では、長い時を経て復活を果たすが、神によってハイラルごと海に沈められ封印された。それからさらに時が経ち『風のタクト』で復活を果たすが、最終的にマスターソードで貫かれ、ハイラルと共に海に沈んだ。
  - 「リンクが元の時代に戻った時間軸」では、リンクの一計により聖地の侵略およびクーデターが失敗、後に「影の世界」へ追放される。『ゼルダの伝説 トワイライトプリンセス』の時代では影の世界、そしてハイラル王国がある光の世界をともに支配しようとするが、リンクたちによって阻止される。その後『4つの剣+』の時代で新たなガノンドロフとして転生、ゲルド族の掟を破って邪器トライデントを手にし、闇の力による支配をもくろむ。

## ガノンとしての特徴
シリーズにおける絶対的悪の存在。『時のオカリナ』以降は、ガノンドロフが「魔物」に変身した怪物の姿のことを指す。ガノンの容姿は、シリーズを通して多少の違いがあるが、ブタ、あるいはイノシシの化身である。
- 『神々のトライフォース』では、聖地にて力のトライフォースを手にした結果、闇の世界へと変貌し、自身もその醜い心が反映された姿に変異した。
- 『時のオカリナ』では、リンクとの戦いで負傷した末にトライフォース（神）の力を暴走させ、「ガノン」となった。その姿は、鎧をまとい巨大な2本の剣を振るう、2本足で立つ巨大な猪の化身であった。
- 『風のタクト』では「クグツガノン」というガノンの姿によく似た巨大な人形細工を操ったが、自らは変身していない。
- 『トワイライトプリンセス』では、四足歩行の魔獣の姿をみせた。

## 登場作品
ゼルダの伝説
力のトライフォースを奪い、ゼルダをさらった悪の根源。ブタの姿の魔王ガノンとして登場する。
リンクの冒険
前作『ゼルダの伝説』でガノン撃破後に残党がガノン復活をもくろむという物語でガノンは敵キャラクターとしては登場しないが、ゲームオーバー時にガノン復活の演出がある。日本版ではテキストで結果が示されるのみだが、北米版ではガノンのシルエットも合わせて表示される。
ゼルダの伝説 神々のトライフォース
かつて偶然聖地を発見した盗賊団の首領。血みどろの仲間割れの末に勝ち残り、トライフォースを手にした。その結果、「世界を我が物にしたい」という願いにより聖地を「闇の世界」へと変えた。その後は「光の世界」をも手に入れようと力を蓄えて行ったが、七賢者によって「闇の世界」の入り口が閉ざされ、「光の世界」への帰り方がわからなかった為、自身の分身アグニムを「光の世界」に送り込み、七賢者の子孫の娘たちを生贄に捧げて「光」と「闇」の世界を繋げようとした。
闇の秘術によって肉体を半透明化させ、攻撃を無効にするほか、蝙蝠型の炎を放って攻撃する。また惑わせるような動きで姿を消して移動する。
ゼルダの伝説 夢をみる島
『神々のトライフォース』の後日譚。ガノンは登場しないが、最終ボス「シャドー」の変身形態の1つに『神々のトライフォース』のガノンと類似した姿がある。
ゼルダの伝説 時のオカリナ
ガノンドロフとしての人間の姿が初めて登場。一人称は「オレ」で、魔王然としつつも喋り方に若さを感じさせる。
百年に一度しか男が生まれない砂漠の民ゲルド族の出身にして生まれながらの王でありながら野心家で、ゲルド族だけではなくハイラル全土を支配しようと目論む。最初はハイラル王家の外臣としてハイラル王の下に付いていたが、頃合いを見てクーデターを起こして王を殺害。その後、ゼルダとインパを追う振りをしてリンクがゼルダより聖地への鍵となる秘宝「時のオカリナ」を受け継いでいるの見抜いて彼を密かに追跡、彼が時の神殿でマスターソードを引き抜き眠りにつくとその隙に聖地に侵入し、トライフォースを手に入れようと触れるが、「知恵」か「勇気」のどちらかが欠けていた為にトライフォースは三つに分裂し、ガノンドロフのもとに残ったのは「力のトライフォース」だけだった。しかし、「力のトライフォース」を用い強大な力を持って魔物たちを束ね、7年後にはハイラル全土を支配する魔王として君臨する。
7年後に全てのトライフォースを手に入れる為に、「知恵」を持つゼルダを誘拐し、「勇気」を持つリンクと戦うも、リンクに倒される。しかし、死の寸前に力のトライフォースが暴走して魔王ガノンへと変貌し、激闘の末リンクに再び敗れ、賢者たちによって「力のトライフォース」ごと聖域に封印される。屈辱に塗れながらリンクたちへの復讐と現世への復活を誓った。この時に「力のトライフォース」ごとガノンを封印したことが、後のハイラルを滅亡へと追い込む大きな要因となってしまった。
ガノンドロフの時は飛行しながら魔力の弾を、魔王ガノンの時は体躯を生かした二本の大剣を使って戦う。後に宮本茂はインタビューで「今作で魔王ガノンの誕生の秘密が明かされる」と発言しており、ゼルダの伝説を時代順に並べた場合今作が最も若い時代である。
自身の影武者であるファントムガノンが大人リンクに敗れた時は、「不甲斐ない奴」と憤り、次元の狭間に放逐するという非情さを見せている。
『大乱闘スマッシュブラザーズDX』『大乱闘スマッシュブラザーズ SPECIAL』に登場するガノンドロフは、この作品のガノンドロフのデザインを踏襲している。また、『ゼルダ無双』ではこの作品のガノンドロフのコスチュームデザインに変更することが可能。
ゼルダの伝説 ふしぎの木の実
ガノンの名で登場。大地の章、時空の章をどちらかクリアした状態で通信を行うと出現する真のボスで、「滅びの力」と「嘆きの力」、「絶望の力」によって蘇るとされていた。
ツインローバが復活を目論んでおり、部下のゴルゴンやベランを使って暗躍し、一連の事件によって、ホロドラムの四季の崩壊によって集められた「滅びの力」、強制労働を強いられたラブレンヌの民から集められた「嘆きの力」が集まり、最後に人々の希望の象徴であるゼルダ姫を生贄に捧げようとしたが、リンクによって阻止され、ツインローバがやむを得ず自らの肉体を生贄に捧げ復活した。しかし、不完全な復活のため、理性のないただの魔物として現れた。
ゼルダの伝説 風のタクト
一人称は「ワシ」で、歴代のガノンドロフの中では最も落ち着いた言動を見せる。
『時のオカリナ』にて大人リンクとゼルダ、賢者達により封印されたガノンが遥かなる時を経て復活、一度目の復活では時の勇者（大人リンク）が再臨しなかったためハイラルを追い詰めていったが、民の願いを聞き入れた神々によってハイラルごと封印された。しかし、さらに長い時を経て現世に復活し、魔獣島の主として魔物たちを操って、海の底に沈んだハイラルを再び復活させようとトライフォースを集めるが、ハイラル王が先にトライフォースに触れた為に願いは叶わず、マスターソードの力によって最後は石となってハイラルと共に海底へと沈み、再び封印される。
『風のタクト』では野心家であった『時のオカリナ』の頃と違い、年を経たためか王のような威厳と落ち着きながらも言葉数が多く饒舌な様子を見せており、その中で故郷について語った時、砂漠という過酷な世界で生まれ育ったために「ハイラルに吹く風が欲しかった」と、ハイラルの豊かな環境に渇望して支配を夢見ていたことが語られることになる。また、かつて時の勇者と戦った時のように再び紋章を持つ者が集ったのを見て、時を超えてもなお断ち切れることのない「リンク」と「ゼルダ」の因縁に対して複雑な心境を語っていた。死の直前では自らの「終わり」を暗示するかのような言葉を残し、その最期は穏やかなものであった。
なお、リンクとの戦闘においては変身や魔法攻撃を行わず、二刀流による剣術のみで戦っている。
ゼルダの伝説 4つの剣+
ガノンの名で、真の黒幕として登場、トライデントを入手するため風の魔神グフーを復活させた。トライデントはこの後の時系列の作品にもガノンの基本的な武器として度々登場することとなる。本作のガノンは厳密には過去時系列の者と同一人物ではなく、『トワイライトプリンセス』で死んだガノンドロフの生まれ変わりである。
ゼルダの伝説 トワイライトプリンセス
『時のオカリナ』より百数年後の世界。『時のオカリナ』において「7年後のガノン」を封印したリンクが戻ってきた子供時代から繋がっている（『風のタクト』のガノンドロフとはパラレルワールド上の同一人物に当たる）。ゲルド族の王であったため、『時のオカリナ』の時と同じようにハイラル王に取り入り聖地に侵攻しようと目論んでいた。しかし、7年後での戦いを終えて元の時代に戻って来たリンクが未来で起こる出来事をゼルダ姫に伝えたため、聖地への扉は開かずクーデターは失敗に終わった。十数年後に後のハイラルを滅亡に追い込む危険な存在であったことから、砂漠の処刑場にて6人の賢者による処刑が決行されるが、その時に神の力を覚醒させて賢者のひとりを殺害する。だが賢者たちの機転で影の世界「トワイライト」に追放された。
百数年後、ガノンドロフの怨念はトワイライトの地に留まり続け、トワイライトの野心家ザントにその力を与えて傀儡にするとザントを介して影の世界を征服し、完全に復活した後は自らの魔力を使い光の世界を闇の世界に変えようとしたが、リンクとミドナ、ゼルダ姫によって倒される。当時の6賢者がガノンドロフを処刑するために創った剣を奪ってそれを自らの剣として使用しており、胸元にはそれで処刑されかけた時の傷が開いている。リンクとの戦闘においてはゼルダに憑依しての戦い、魔獣ガノンに変身しての戦い、騎馬戦、リンクとの一騎討ちと事実上の4連戦となっている。
剣術戦時にガード崩しとして使う肘打ちは『大乱闘スマッシュブラザーズ』から逆輸入された攻撃である。
『大乱闘スマッシュブラザーズX』『大乱闘スマッシュブラザーズ for Nintendo 3DS / Wii U』に登場するガノンドロフは、この作品のガノンドロフのデザインを踏襲している。また、『ゼルダ無双』ではこの作品のガノンドロフのコスチュームデザインに変更することが可能。
ゼルダの伝説 神々のトライフォース2
豚の姿のガノンとして登場。『神々のトライフォース』で倒されたガノンが七賢者を絵にして集めたロウラルの司祭・ユガの手によって復活。そして力のトライフォースと共にユガに取り込まれ融合する。ガノンの自我は無くユガの自我で動く。
ゼルダ無双
人間の姿のガノンドロフはプレイアブルキャラクターとして登場。一人称は「我」。
ガノンドロフとしての容姿は『トワイライトプリンセス』時代のガノンドロフに近いが、髪が長く、雷を操るなど『スカイウォードソード』の「終焉の者」の要素も含まれている。武器としては大剣とトライデントの2種類で、大剣は2本の大剣の他、魔法弾を飛ばしたり魔力を纏った拳を叩きつけたり巨大な魔獣の影を具現化して攻撃する。トライデントは雷魔法を織り交ぜた攻撃を行う。
巨大魔獣としてのガノンは大きな鬣を持ち、四つん這いで移動し、両肩のツノからのマシンガンや両腕にはめたコテからの魔法弾などで攻撃し、部位破壊後は巨体を生かした大ジャンプ踏みつけや突進、雷ビームなどで攻撃する。
ストーリー中では神話の時代に封印された魔王とされ、魂を4つのかけらに分割され、うち3つが異世界（『時のオカリナ』、『トワイライトプリンセス』、『スカイウォードソード』の世界）に、残り1つが現代にある聖剣の神殿のマスターソードによって封印されていた。このため力のトライフォースを守護する魔女シアに目をつけ、善の心を追い出して操り、魂のかけらを解放するため各異世界に転生の扉を設置し、魔物を送り出していた。魂のかけらが3つまで集まったところでシアから離れ実体化、彼女が持つトライフォースの強奪を謀るが魔法によって強制転移させられてしまう。今度は精神の神殿でシアとハイラル軍がぶつかり合うのを静観し、消耗した時を見計らってゼルダに襲い掛かる。だがマスターソードを使いこなしたリンクに撃破され、「闇が器に満ちる日も近い」と意味深な言葉を遺して姿を消した。シアとの決着後、マスターソードが引き抜かれていたことで封印の結界が弱まり、魂のかけらが解放され完全復活を果たす。転生の扉を閉じる過程でハイラル軍に倒され闇の中をさまよっていたザントとギラヒムの魂を呼び戻して従え、手始めにゲルド砂漠の魔物たちを打倒して配下に加えた。砂漠を拠点に軍を興し、トライフォースの強奪を狙う。やがてラネール渓谷のラナを襲い力のトライフォースを手に入れると、続いてハイラル城を攻めてリンクとゼルダを撃破、3つのトライフォースをそろえる。その後、ハイラルの大半を魔物で満たすがそれでは飽き足らず、覚醒の準備のためハイラル城に引き込む。その間にハイラル軍が砂漠のザントとギラヒムを退け、ハイラル城に攻め込んできたところで覚醒。自ら戦場に出るがハイラル城を取り戻されたことで力を失い敗北する。直後、哄笑と共に魔獣ガノンへと変貌。リンクたちと最後の戦いを演じる。圧倒的な力を持ちながらも諦めずに立ち向かってくる彼らに焦りを抱き、次第に追い詰められていく。最期はトライフォースの力をリンク達に取り戻され、聖三角形の輝きによって裁かれこの世界から消え去った。
ゼルダの伝説 ブレス オブ ザ ワイルド・ゼルダ無双 厄災の黙示録
かつてハイラルを幾度となく襲った「厄災」で、退魔の剣をもつ勇者と女神の血を引く姫によってその度に封印されてきたと伝えられている。一万年前のハイラルではシーカー族が開発した4体の巨大兵器「神獣」および小型機動兵器「ガーディアン」の力を借りて姫と勇者が封印に成功していた。しかし、百年前に復活した際には、4神獣とガーディアンを操ることでハイラル王国を壊滅に追い込む。その後、ゼルダの力によりハイラル城内で百年にわたり抑え込まれるが、リンクがハイラル城にやって来ると同時にゼルダの力が限界を迎えたことで復活・対峙する。
ガーディアンの部品を装甲代わりに纏った8本の足を持つ異形の姿をしており、腕には神獣に憑りついていた厄災ガノンの分身体「カースガノン」たちが持っていたものに似た武器が仕込まれている。撃破後には巨大な怪物・魔獣ガノンとなって暴走するも、リンクとの戦いの末に敗れ、ガノンから開放されたゼルダによって完全に封印される。
『厄災の黙示録』では、過去へと遡った白いガーディアン（テラコ）を追い一部の怨念も過去へと遡り、この時代の未起動のテラコに取りついた黒いガーディアン「憑依ガノン」となる。占い師のアストルに接触し彼を自身の信奉者とし完全な復活を果たすため暗躍。ハイラル城の決戦では、アストルを吸収し巨大な人型の姿で復活するも、リンク達に敗れゼルダによって封印された。
ケイデンス・オブ・ハイラル: クリプト・オブ・ネクロダンサー feat. ゼルダの伝説
豚の姿のガノン。未来のハイラルを支配し、トライフォースの入手をもくろむ。
ゼルダの伝説 ティアーズ オブ ザ キングダム
ハイラル王国が建国されて間もない時代、ゲルド族の王ガノンドロフはハイラル支配の野望を内に秘め王国への臣従の姿勢を見せていたが、ある時、所有者の力を倍加させる秘石を持つハイラル王妃ソニアを殺害し、奪った秘石で魔王となって多くの魔物を率い王国各地で侵略を開始する。その後、ガノンドロフの暴虐を止めるべく集結したハイラル王ラウルと6人の賢者を返り討ちにし追い詰めようという時、ラウルが自身の命と引き換えに力を発動させ、ガノンドロフは封印される。それから永い年月が経過した『ブレス オブ ザ ワイルド』の後しばらくの頃、ハイラル城地下でミイラ化していたガノンドロフが目覚めたことをきっかけに地下から瘴気が湧き出し、ハイラル各地に天変地異を引き起こす。その後、ガノンドロフ討伐のためにハイラル城地下深部へやってきたリンクの前でガノンドロフは元の体を取り戻して対決し、これに敗れたガノンドロフは秘石を呑み込んで黒龍へと変貌するが、同じく秘石を呑んで白龍となったゼルダとともに戦うリンクに撃破される。
ゼルダの伝説 知恵のかりもの
物語冒頭と中盤でガノンが登場し、リンク、ゼルダとそれぞれ戦うが、撃破後、本物のガノンをコピーした「カリモノ」だったことが明らかになる。本物のガノンは登場しない。

## その他の登場作品
大乱闘スマッシュブラザーズシリーズ
2作目『大乱闘スマッシュブラザーズDX』以降の作品で隠しプレイヤーキャラとして参戦している。
『DX』においては同作品に登場するキャプテン・ファルコン（『F-ZERO』シリーズのキャラクター）のモデル替えキャラとして制作されており、基本モーションが一緒である（開発者の桜井政博によると、ガノンドロフの登場予定はなかったが、キャプテン・ファルコンと体型が似ておりモーションの流用がきくことと、登場要望が多かったことが重なったため採用された）。このため、オリジナルとモデル替えとで、参戦元のシリーズが一致しない唯一のキャラとなっている。なお、『X』以降は動作モーションに共通点こそあるが、キャプテン・ファルコンとは別のプログラムが用いられている。
キャプテン・ファルコンとは異なる能力付けがされており、ファルコンがパワーとスピードを併せ持つのに対し、ガノンドロフはどのシリーズでも、全キャラクター中最低クラスの運動能力と、最高クラスのパワー、人型キャラの中で最も重量級の体重を持つという完全なパワーキャラとなっている。ファルコンが赤い炎を纏せた格闘術を使うのに対し、ガノンドロフは紫色に燃える闇の炎や電撃を纏せた格闘術を使い、この紫の炎は『DX』では「紫炎」、『X』では「暗黒」という名称の属性である。また、技名は「魔人拳（まじんけん）」や「雷神掌（らいじんしょう）」など漢字で表記されたものが多い。
対戦回数が一定値に達する以外の出現条件に関しては、必ずリンクかゼルダに関することが条件に絡んでいる。
『X』から追加された「最後の切りふだ」使用時には怪物のガノンの姿に変身し（『X』と『for』では『トワイライトプリンセス』での姿となる「魔獣ガノン」で、『SP』では『時のオカリナ』での姿となる「魔王ガノン」という名称）、正面に向かって強力な突進攻撃を繰り出す。
エンディングや乱入等で使われるテーマ曲は『DX』ではリンクらと共通で『ゼルダの伝説』シリーズのテーマ曲だったが、『X』と『for』はガノンドロフの故郷である「ゲルドの谷」の曲が（『X』では原曲の流用で、『for』では編曲したもの）、『SP』では原作第1作目でガノンの居城だった「デスマウンテン」の曲のアレンジが使われている。
なお、肩書きがゲーム中のものと公式サイト『スマブラ拳!!』のものとでは異なっており、『DX』の場合ゲーム中では「魔盗賊」で『スマブラ拳!!』では「覇王」、『X』の場合ゲーム中では「魔王」で『スマブラ拳!!』では「魔盗賊」と統一されていない。
シリーズの「イベント戦」や『X』のアドベンチャーモードでは原作どおり正統派の悪役として扱われているものの、『スマブラ拳!!』上のカメラコンテストや『X』におけるデータ配信などでの公開されたスナップ写真（おもしろ画像）ではギャグキャラクターとしての登場が非常に多く、『X』の投稿画像にいたってはキャプテン・ファルコンやスネーク、ワリオなどと並んで最多クラスの登場率だった。
大乱闘スマッシュブラザーズDX
隠しキャラとして参戦。デザインは2000年の「E3」、「スペースワールド2000」で公開されたデモムービーに登場したガノンドロフが元となっている（勝利時に振り回す先端がヘラ状になった大剣（史実の剣でいうと処刑用剣の形状に近い）は後に『トワイライトプリンセス』の剣士の敵タートナックも使用している）。
上記のように、移動などは遅いが全キャラ中最高のパワーを誇り、場合によっては弱攻撃でも相手を倒せるほどのパワーを持つ。なお、勝利画面で持っている剣は実際には使う事は出来ない。
大乱闘スマッシュブラザーズX
前作同様、隠しキャラとして参戦。デザインは『トワイライトプリンセス』仕様。『スマブラ拳!!』いわく、『トワイライトプリンセス』デザインのガノンドロフの恰幅がよかったため、それにあわせて「おっさん体型」になったと紹介している。
パワーキャラであるということが更に強調され、パワーが上がるとともに前作よりも全体的に遅くなっているが、一部の技のスピードは上がっている。その他横必殺ワザ（「地竜拳（ちりゅうけん）」から「炎獄握（えんごくあく）」に変更）や上スマッシュ攻撃など一部の技に変更が加えられている。デザインのモチーフとなった『トワイライトプリンセス』では剣を大々的に使っていたのにもかかわらず、今回も武器は一切使う事が出来ない。これは後年の話によると、原作『トワイライトプリンセス』での細身の剣だと、『スマブラ』のコンセプトである剛腕を振るうイメージでなくなる為と明かされている。ただし、アピールで剣を取り出し、仕舞う動作だけは見せる。これは『スマブラ拳!!』でも「使えよ!!」と突っ込みを入れられた。
アドベンチャーモード『亜空の使者』におけるガノンドロフについては、亜空軍を参照。
大乱闘スマッシュブラザーズ for Nintendo 3DS / Wii U
3DS版では引き続き隠しキャラとして参戦、Wii U版ではシリーズ初めて最初から使用可能。デザインは前作『X』と同様に『トワイライトプリンセス』を踏襲したものだが、マントは破れかけていて、原作のように胸に剣で貫かれた傷（七賢者に処刑されかけた際のもの）がある姿となった。
必殺ワザのカスタマイズとして、通常必殺ワザ「魔人拳」を大剣の突き攻撃「魔人剣」（読みはどちらも同じく“まじんけん”）に変更する事ができ、シリーズで初めて剣を使った攻撃が自力で可能となった。剣のデザインも『トワイライトプリンセス』と同じもの。
なお上記のように隠しキャラだが、3DS版のゲーム紹介映像が初公開された際に、ピカチュウが映るシーンでガノンドロフも一瞬だが映ってしまっているというミスがあった（現在公開されているものでは訂正されている）。
大乱闘スマッシュブラザーズ SPECIAL
引き続きプレイヤーとして登場するが、デザインは『時のオカリナ』準拠の大魔王の姿となった。カスタマイズ必殺ワザの廃止に伴い「魔人剣」は使えなくなったが、スマッシュ攻撃が大剣での斬撃に変更された。剣のデザインは『スマブラDX』と同様に上述した「スペースワールド2000」デモムービーのものが元になっている。最後の切りふだも演出が調整され、『時のオカリナ』における怪物形態となって突進する「魔王ガノン」に変更された。
また、「アドベンチャーモード 灯火の星」「勝ちあがり乱闘」の両モードでは、『時のオカリナ』の怪物形態のガノンがボスキャラクターとして登場する。
Nintendo Land
『ゼルダの伝説』シリーズをモチーフとしたアトラクション「ゼルダの伝説 バトルクエスト」に、豚の姿のガノンとして登場。トライデントを両手に構えている。
とびだせ どうぶつの森 amiibo+
大乱闘スマッシュブラザーズシリーズの「ガノンドロフ」、またはゼルダの伝説シリーズの「リンク【ゼルダの伝説】」のamiiboを使用するとオートキャンプ場に原作第1作目ガノンを意識したデザインのブタ系の住民「ガノン」が現れ、家具を購入したり村の住人になってもらうことができる。誕生日はディスクシステム版ゼルダの伝説がリリースされた2月21日に設定されている。
ディアブロIII（発売：ブリザード・エンターテイメント等）
Nintendo Switch版のみの要素として、ガノンドロフのamiiboを使用した際に『トワイライトプリンセス』登場時のガノンドロフの姿でプレイ可能となる。

## 声優
加藤精三
- 『BSゼルダの伝説』

長嶝高士
- 『ゼルダの伝説 時のオカリナ』
- 『ゼルダの伝説 時のオカリナ3D』
- 『ゼルダの伝説 風のタクト』
- 『ゼルダの伝説 風のタクト HD』
- 『ゼルダの伝説 4つの剣+』
- 『大乱闘スマッシュブラザーズDX』
- 『大乱闘スマッシュブラザーズ SPECIAL』

宮田浩徳
- 『ゼルダの伝説 トワイライトプリンセス』
- 『大乱闘スマッシュブラザーズX』
- 『大乱闘スマッシュブラザーズ for Nintendo 3DS / Wii U』

荻野晴朗
- 『ゼルダの伝説 神々のトライフォース2』

楠大典
- 『ゼルダ無双』

高口公介
- 『ゼルダの伝説 ティアーズ オブ ザ キングダム』

レン・カールソン
- テレビアニメ『The Legend of Zelda』

マーク・ベリー
- 『Link: The Faces of EvilとZelda: The Wand of Gamelon』

マシュー・マーサー
- 『ゼルダの伝説 ティアーズ オブ ザ キングダム』（英語音声）

## その他
- 『時のオカリナ』でリテイクされた時の外見のモデルは、俳優のクリストファー・ランバートである[6]。
- 上記のように、日本版で「ガノンドルフ」の表記は誤りであるが、日本語で“dorf”は音写されると「ドルフ」となる場合が多い（ドイツ語で“dorf”は「村」を意味するためドイツの地名に多く、その地名の音写時は「ドルフ」と訳すのが一般的である）。なお、同じく任天堂のキャラクターであるアンドルフの綴りも“Andorf”である。なお、ゼルダの伝説シリーズで日本語版と英語版で音写が異なる例は、夢幻の砂時計で登場する「ラインバック/Linebeck」や蜘蛛のようなモンスター「スタルチュラ/Skulltula」など、いくつも散見される。